# ميخائيل إي. بيرك
ميخائيل إي. بيرك (بالإنجليزية: Michael E. Burke)‏ هو محامي وسياسي أمريكي، ولد في 15 أكتوبر 1863 في بيفر دام في الولايات المتحدة، وتوفي بنفس المكان في 12 ديسمبر 1918. حزبياً، نشط في الحزب الديمقراطي. وقد انتخب عضو جمعية ولاية ويسكونسن وانتخب عضو مجلس ولاية ويسكونسن وانتخب عضو مجلس النواب الأمريكي.